# Autoroute A401 (France)
Pour les articles homonymes, voir A401 et Route 401.
L'autoroute A401 était l'autoroute qui reliait l'A40 à l'autoroute suisse A1, de sa mise en service en 1991 à son absorption dans l'A41.

## Caractéristiques
- 2×2 voies, passés à 2×3 voies
- aucun péage en France, mais il faut disposer de la vignette autoroutière Suisse pour poursuivre son trajet sur l'autoroute suisse A1. Cette section est concédée à l'ATMB.

## Historique
- 1991 : ouverture de l'autoroute A401.
- 22 décembre 2008 : l'autoroute A401 est intégrée à A41 à la suite de l'ouverture du tronçon entre Annecy et Genève (Liane) de cette dernière.

## Sorties
- Échangeur entre A40, A41 et A401
- Douane de Bardonnex (frontière entre la France et la Suisse), début de l'autoroute suisse A1

## Croisements autoroutiers
- A40